# Cat Lake, Ontario
Cat Lake är en sjö i Kanada.   Den ligger i Kenora District och provinsen Ontario, i den sydöstra delen av landet, 1 400 km nordväst om huvudstaden Ottawa. Cat Lake ligger 395 meter över havet. Arean är 131 kvadratkilometer. Den sträcker sig 24,4 kilometer i nord-sydlig riktning, och 26,6 kilometer i öst-västlig riktning.
I omgivningarna runt Cat Lake växer i huvudsak barrskog. Trakten runt Cat Lake är nära nog obefolkad, med mindre än två invånare per kvadratkilometer.